# Itapé
Itapé es un municipio paraguayo ubicado al oeste del Departamento de Guairá. 
Se encuentra a orillas del río Tebicuarymí, y está comunicada con las localidades de Coronel Martínez, Villarrica, San Salvador y Tebicuary a través de caminos asfaltados y terraplenados.

## Historia

Escudo de la Orden Franciscana.

Itapé fue fundado el siglo XVII por Fray Buenaventura de Villasboa, sacerdote mestizo y guaraní parlante de la orden franciscana, siendo todavía parte del extenso territorio de Caazapá. Villasboa lo nombró itá pé que en guaraní se traduce como "piedra plana". El municipio reconoce como su fecha de fundación el 2 de mayo de 1672, mientras que varios historiadores afirman que la fecha de su fundación fue el 10 de marzo de 1678.

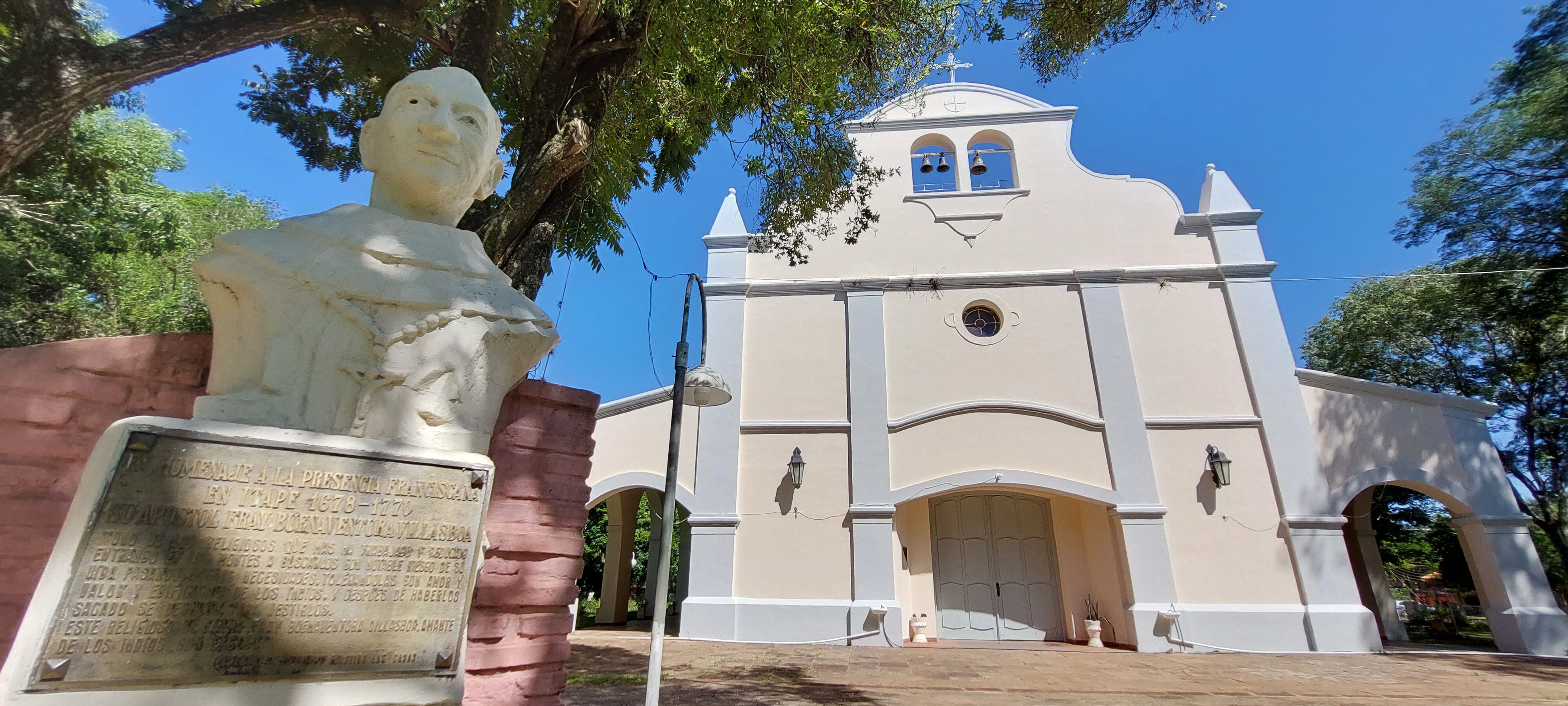
Fachada de la iglesia San Isidro Labrador tras el busto de fray Villasboa, fundador de Itapé.

Pasó mucho tiempo desde la muerte de Luis de Bolaños sin que los franciscanos fundaran nuevas reducciones de indios. Fray Villasboa, misionero del convento de Villarrica, fue a explorar la zona del río Monday y de allí sacó a un grupo de indígenas monteses de la etnia mbyá y con ayuda del obispo Faustino de Casas, fundó con aquellos indígenas la reducción de Ytapé en 1678.
Cuando el gobernador Juan Gregorio Bazán de Pedraza visitó la ciudad en 1714 halló en ella a fray Ramón de Barcelona, el mismo que dos años después participó como capellán en la fundación de Curuguaty, donde creó un hospicio franciscano. Durante la permanencia de fray Roque Ferreira en la reducción de Itapé se construyó una nueva iglesia. Por disposición real de 1767, las reducciones franciscanas debieron pasar al clero secular a la muerte del titular de cada una de ellas. Itapé permaneció a cargo de los franciscanos hasta 1770, año en que murió fray Diego Yoedo, doctrinero del lugar.

## Geografía
Itapé está situada a 142 km de la capital paraguaya, Asunción y a 20 km de Villarrica, capital del departamento del Guaira. La cota del casco urbano es 123 metros sobre el nivel del mar. Dentro de su área se hallan dos picos llamados Guasú y Cerrito.
Limita al norte con Coronel Martínez, separado por el arroyo Quiñónez; al sur con Borja, separado por el puente Yhacamí; al este con la capital departamental, separado por el arroyo Tambor y al oeste con el departamento de Paraguarí, separado por el río Tebicuarymí.
La ruta asfaltada que une Villarrica con Itapé por la compañía Loma Hovy dista 23 km aproximadamente y es unas de las buenas alternativas en días de lluvias. La  carretera conocida como “Ruta de la Fe” que cruza la compañía Carovení es asfaltada y dista unos 18 km de Villarrica. Otros accesos asfaltados a Itapé son el que lo conecta con Coronel Martínez y otro que lo conecta con Borja.  También viniendo desde  Loma Pindó Tebicuary se desvía de la Ruta asfaltada que une los pueblos de La Colmena y Tebicuary y se desvía en un camino de tierra de unos 4 kilómetros para finalmente cruzar el río en balsa.
Itapé se divide en los barrios San Isidro, Dulce Nombre de Jesús, Corazón de Jesús, San Francisco y Virgen del Paso.

## Economía

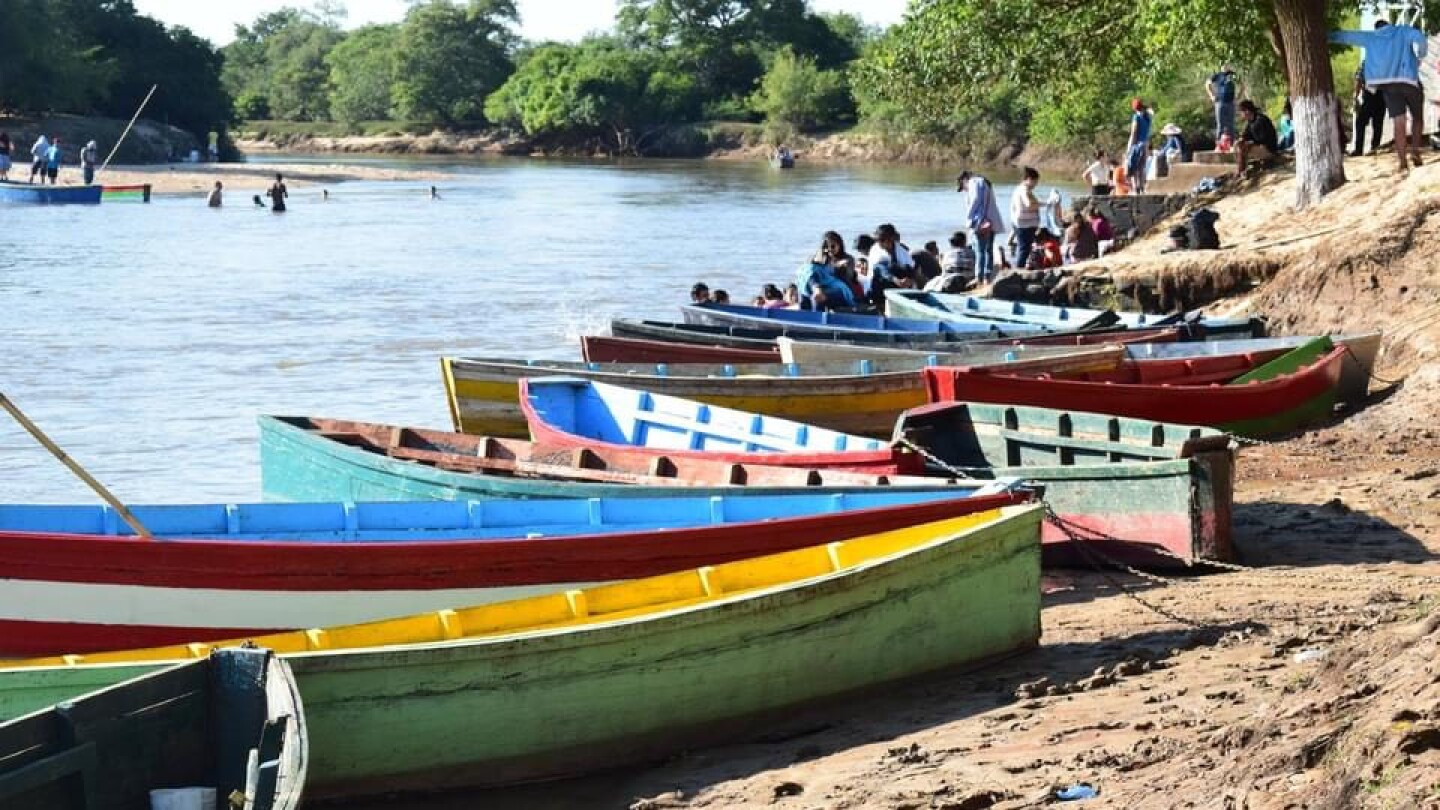
Canoas sobre el río Tebicuarymí a su paso por Itapé.

Su principal actividad económica es el cultivo y cosecha de la caña dulce. El Centro de Salud local se encuentra ubicado sobre la calle Pa' i Arzamendia, se creó gracias a la ayuda del Sr César Romeo Acosta. En el año 2015 se logró inaugurar (USF) que funciona casi detrás del centro de salud local teniendo todas las comodidades y servicios básicos.
Itapé abarca varios puntos turísticos principalmente por la cercanía del río Tebicuarymi. El principal centro que se visita más por los turistas es el Paso de la Virgen ubicado exactamente donde esta el monumento de la Virgen del Paso y también son populares los paseos en canoa por el río Tebicuarymí que tienen un costo de 5000 guaraníes por persona (0,68 dòlares). En verano, el balneario que se encuentra al sur del pueblo llamado Ysoró es muy concurrido por gente de todo Guairá.

## Cultura
El 16 de diciembre de 1954, la ciudad de Itapé esperaba la visita de la imagen de la Virgen de Caacupé. El día 18 de diciembre llegó la Virgen al pueblo de Itapé, proveniente de Villarrica- En ese trayecto los peregrinos debían cruzar el Tebicuarymí, que se encontraba con las aguas bajas por tener poco caudal. El lugar del cruce se denomina «Paso Tuyá». Al hacer este cruce la capa de la Virgen rozó las aguas. Una de las peregrinas mojó a su hijo enfermo con el agua debido al calor, y luego de esto su hijo sanó. Es por ello que los lugareños creen que el agua del río es milagrosa.
El monseñor Felipe Santiago Benítez declaró a Itapé en 1985 Santuario Natural de la Inmaculada. El 18 de diciembre es el día de la Virgen del Paso, cada año más de sesenta mil visitantes acuden al Santuario Natural para cumplir sus promesas.

## Deportes
Las plazas en los diferentes barrios tienen una fuerte incidencia en la práctica de deportes y recreación al aire libre de las familias itapeñas. Existen sitios de distracción para jóvenes y adultos como el actual centro de recreación que cuenta de diferentes tipos de espacios lúdicos como: cancha sintética, gimnasio al aire libre, cancha de arena, locales de venta de comestibles y otros. El principal deporte que caracteriza al deporte itapeño es el fútbol. La Liga Itapeña se creó en 2003, y desde entonces, se consagró campeón del Interligas de la Cuarta Federación Sub-19 en las ediciones 2004 y 2016, y también campeón en la Sub-17 del 2015. Cuenta con 2 clubes situados en el casco urbano: Club 15 de Mayo (Barrio San Isidro) y Teniente Villagra (Barrio Inmaculada). También 12 clubes en el área rural: Atlético Guaraní, Cerro Porteño, Nacional, Olimpia, Rubio Ñu, Guaraní, San Ignacio, Sport Unión, General Caballero, Sagrada Familia, Libertad y 3 de Mayo.